# Buski
Buski là một huyện thuộc tỉnh Świętokrzyskie của Ba Lan. Huyện có diện tích 968 km². Đến ngày 1 tháng 1 năm 2011, dân số của huyện là 72917 người và mật độ 75 người/km².